# Surinaamse parlementsverkiezingen 1872
De Surinaamse parlementsverkiezingen in 1872 vonden plaats in maart van dat jaar. 
Er konden drie leden voor de Koloniale Staten gekozen worden in verband met het periodiek aftreden van F.H. van Affelen van Oorde, E.F.L. Mollinger en J.C. Muller Az.
| Kandidaat                                         | Stemmen in de eerste ronde | resultaat |
| ------------------------------------------------- | -------------------------- | --------- |
| F.H. van Affelen van Oorde                        | 79                         | gekozen   |
| E.F.L. Mollinger                                  | 73                         | gekozen   |
| J.C. Muller Az.                                   | 68                         | gekozen   |
| A.H. de Granada                                   | 18                         | x         |
| S. van Praag                                      | 15                         | x         |
| A.J. da Costa                                     | 13                         | x         |
| meerdere andere personen met minder dan 3 stemmen |                            |           |

Bij deze verkiezingen mochten alleen mannen die aan bepaalde voorwaarden voldeden (censuskiesrecht) stemmen. Bij de eerste ronde waren er 100 geldig uitgebrachte stembiljetten waarbij een kiezer voor meer dan een kandidaat kon stemmen. Er waren drie zetels te verdelen en om in de eerste ronde gekozen te kunnen worden had een kandidaat de volstrekte meerderheid nodig (minstens 51 stemmen). Precies drie kandidaten voldeden aan die voorwaarde zodat er geen tweede ronde nodig was.
Met ingang van het nieuwe zittingsjaar op 9 mei 1872 (2e dinsdag van mei) had de Koloniale Staten de volgende dertien leden:
| Naam                       | Gepland jaar van aftreding | Bijzonderheden                                                    |
| -------------------------- | -------------------------- | ----------------------------------------------------------------- |
| J. Mauritsz Ganderheyden*  | 1873                       | voorzitter                                                        |
| G.J.A. Bosch Reitz         | 1876                       | vicevoorzitter, in 1873 opgevolgd door A.J. da Costa              |
| Ph.H. Verbeek*             | 1873                       |                                                                   |
| J.H. Gilquin*              | 1873                       | na vertrek Bosch Reitz vicevoorzitter                             |
| J.A.T. Cohen Stuart*       | 1873                       | in augustus 1872 opgestapt en daarna opgevolgd door J. de Jong*   |
| F. Carstairs               | 1874                       | in 1873 opgestapt waarna J.F.A. Cateau van Rosevelt verkozen werd |
| B.E. Colaço Belmonte       | 1874                       | in mei 1873 opgestapt en een maand later herkozen                 |
| A.J. van Emden             | 1874                       |                                                                   |
| N.T.A. Arlaud              | 1876                       |                                                                   |
| D. Benjamins               | 1876                       |                                                                   |
| F.H. van Affelen van Oorde | 1878                       | in september 1872 opgevolgd door S. van Praag                     |
| E.F.L. Mollinger           | 1878                       | in april 1874 opgestapt                                           |
| J.C. Muller Az.            | 1878                       |                                                                   |

* = benoemd door de gouverneur